# Красносельське (Хабаровський район)
Красносе́льське (рос. Красносельское) — село у складі Хабаровського району Хабаровського краю, Росія. Входить до складу Єлабузького сільського поселення.

## Населення
Населення — 7 осіб (2010; 14 у 2002).
Національний склад (станом на 2002 рік):
- росіяни — 72 %